# تشوتشو روكيت!
تشوتشو روكيت! (بالإنجليزية: !ChuChu Rocket)‏ هي لعبة فيديو ألغاز طُورت بواسطة سونيك تيم ونشرتها سيجا، وصدرت في اليابان في 11 نوفمبر 1999 وأمريكا الشمالية في 11 يونيو 2000 وأوروبا في 26 مايو 2000 على دريم كاست. هذا هو الأول مشغل ألعاب الفيديو لاستغلال إمكانية الاتصال بالإنترنت للعب مع الآخرين. شهدت اللعبة العديد من المنافذ، لا سيما في غيم بوي أدفانس.

## التطوير
تشوتشو روكيت! طُورت بواسطة سونيك تيم. تصور المخرج والمنتج يوجي ناكا اللعبة كطريقة لاستخدام قوة دريم كاست لإنشاء 100 نقش متحرك في وقت واحد. كان يعتقد أن هناك اتجاهين لاستخدام الأجهزة المتطورة: أحدهما هو صنع رسومات جميلة بشكل متزايد، والآخر هو الضغط على أكبر قدر من قوة المعالجة لاستخدامها على أكمل وجه؛ اختار المنتج الإتجاه الثاني في هذه الحالة. وجد ناكا وفريقه صعوبة في العمل على مكون الشبكات، لكنهم اعتقدوا أنها كانت تجربة جيدة للتعلم. كان جزء من أهداف اللعبة هو اختبار قدرات الألعاب متعددة اللاعبين عبر الإنترنت على دريم كاست. استخدم الفريق ما تعلموه للمساعدة في دفع تطوير فانتاسي ستار أونلاين (2000).

## الإطلاق
أعلنت شركة سيجا عن اللعبة في 2 سبتمبر 1999، كانت اللعبة الثانية لسونيك تيم في دريم كاست بعد سونيك أدفنشر (1998). قبل إصدار اللعبة في اليابان في نوفمبر 1999، روجت سيجا للعبة من خلال موقع ويب مخصص للعبة من خلال الموقع. اللعبة صدرت في اليابان في 11 نوفمبر 1999 وتصدرت المبيعات اليابانية في أسبوعه الأول للبيع، حيث باعت 35000 نسخة. في شهر ديسمبر من ذلك العام، أجرت مجلة ألعاب الفيديو فاميتسو مسابقة باستخدام لعبة صغيرة مستوحاة من اللعبة لوحدة الذاكرة المرئية لدريم كاست والتي يمكن تنزيلها من الإنترنت. مُنح اللاعبين الذين أكملوا اللعبة المصغرة كلمة مرور لإرسالها إلى فاميتسو. وُزعت جوائز مختلفة للفائزين في المسابقة، بما في ذلك أجهزة تحكم دريم كاست وملصقات والأقلام.
في يناير 2000، أعلنت شركة سيجا الأمريكية أنها ستطلق اللعبة في أمريكا الشمالية في 2 مارس 2000، قبل ثلاثة أشهر من الإصدار الأصلي المتوقع في يونيو. قبل إصدار اللعبة في أمريكا الشمالية، وُفِرَ عرض شوك ويف تجريبي يضم 30 مستوى من وضع الألغاز الخاص باللعبة للعب على الحواسيب الشخصية من خلال موقع سيجا الإلكتروني. اللعبة صدرت في أمريكا الشمالية في 7 مارس 2000، بعد أسبوع مما أُعلن عنه في وقت سابق. بيعت بالتجزئة مقابل 29.99 دولارًا أمريكيًا في أمريكا. أقامت سيجا بطولة عبر الإنترنت في 25 مارس 2000 حيث يمكن للاعبين القتال مع أعضاء فريق سونيك تيم وفريق شبكة دريم كاست وموظفي سيجا الآخرين في المباريات عبر الإنترنت.
لم تصدر الإصدارات الأوروبية إلا بعد أشهر من إصدار أمريكا الشمالية، في 9 يونيو 2000. في أوروبا، اللعبة أُرسلت بالبريد مجانًا إلى مشتركي دريم أرينا، خدمة الألعاب الأوروبية لدريمكاست عبر الإنترنت. في وقت إصدار اللعبة في أوروبا، كان لدى دريم أرينا أكثر من 25000 مشترك، على الرغم من عدم توافر اللعب عبر الإنترنت مسبقًا.

## الإستقبال
إصدار دريم كاست من اللعبة تلقى مراجعات إيجابية. سلط النقاد الضوء على أنماط تعدد اللاعبين ووصفوها بأنها متعة كبيرة وإدمان. أطلق ستيوارت تايلور على نمط اللاعبين المتعددين اسم «الخبز والزبدة» وأثنى عليها لسهولتها. وخلص إلى أن اللعبة كانت «رجعية ومدمنة بشكل رهيب». لفت بعض المراجعين الانتباه إلى «الفوضى» و«الجنون» في اللعبة، مثل نيك جونز، الذي قال إن اللعبة كانت «جنونًا كاملاً ووصفها بأنها مثال لغرابة الألعاب اليابانية في أفضل حالاتها». بالإضافة إلى ذلك، أشاد النقاد باللعبة أيضًا بسبب انخفاض سعرها، مما أعطى تجربة جديدة رائعة للاعبين ذوي الميزانية المحدودة. كانت الشكاوى الأكثر شيوعًا تتعلق بمكون شبكة اللعبة. لاحظ بعض النقاد مشاكل التأخر في ألعابهم، بالإضافة إلى صعوبة تسجيل الدخول. وصف فريق آي جي إن اللعبة بأنها «ببساطة أفضل لعبة متعدد اللاعبين لعبوها منذ سنوات، على أي جهاز».

## الإرث
الكثير من الألعاب المصغرة المبنية على تشوتشو روكيت! ضُمِنَت في إصدار غيم كيوب الأصلي لبيلي هاتشر أند ذا جاينت إيغ (2003) وسيغا سوبرستارز (2004) وسيجا سوبرستارز تنس (2008). في بيلي هاتشر أند ذا جاينت إيغ، تُفتَح هذه اللعبة الصغيرة عبر لعبة قابلة للتحصيل وتُلعَب عبر كابل ربط غيم كيوب - غيم بوي أدفانس. تشوتشو هي أيضًا شخصيات قابلة للعب في سونيك آند سيجا أول-ستارز ريسينغ (2010). أٌعلِنَ عن جزء جديد بعنوان تشوتشو روكيت! يونيفرس في سبتمبر 2019 كجزء من الموجة الأولى من ألعاب أبل آركيد.

## وصلات خارجية
- دريم كاست (الأرشيف) و غيم بوي أدفانس (الأرشيف) على جو فيديو.كوم